# 鲍咏松
鲍咏松（1881年—1959年）歙县人，民国时期歙县“四大富绅”之一，电气公司经理、盐务公会主席。
光绪七年（1881年），鲍咏松出生于歙县府城。最初经营钱庄，曾任屯溪永明电灯公司做营业股主任。1924年3月筹款l万元，与叶峙亭、汪星五、柳营、吴云岩、方晴初等人合资创办“歙县商办竞新电汽股份有限公司”，任经理。1924年4月开始在歙县安装路灯，电灯用户200多户。又兼任歙县盐务公会主席。抗战期间发起难民救济支会。